# Mitsubishi A6M
Mitsubishi A6M Reisen, znany popularnie jako Zero – podstawowy typ samolotu myśliwskiego Cesarskiej Japońskiej Marynarki Wojennej w okresie II wojny światowej, jeden z najlepszych myśliwców początkowego okresu wojny. Był pierwszym w świecie myśliwcem eskortującym dalekiego zasięgu, co udowodnił podczas wojny w Chinach, przed rozpoczęciem wojny na Pacyfiku. Znany także pod nadaną przez Amerykanów w czasie wojny nazwą kodową Zeke.

## Nazwa samolotu
Po japońsku samolot nie miał oficjalnej nazwy, lecz nazywany był Reisen, co było skrótem pełnego oznaczenia Rei-shiki kanjō-sentōki (零式艦上戦闘機, Myśliwiec Pokładowy Marynarki Wzór 0). Liczba 0 oznaczała końcówkę roku, 2600 według kalendarza japońskiego, czyli 1940 w kalendarzu gregoriańskim, kiedy to samolot wprowadzono do produkcji. Oficjalnym amerykańskim oznaczeniem kodowym było imię Zeke (lub Hamp dla Modelu 32), jednakże znacznie większą popularność zdobyło angielskie tłumaczenie oznaczenia japońskiego, czyli Zero. Stało się ono popularne do tego stopnia, że także w Japonii spotyka się hybrydowe oznaczenie Zero-Sen. Skróconym oznaczeniem modelu samolotu było A6M z dalszymi cyframi oznaczającymi kolejne wersje, gdzie A oznaczało myśliwiec pokładowy, 6 – szósty projekt japońskiego myśliwca pokładowego, M – konstrukcja Mitsubishi.

## Historia powstania
Samolot opracował inż. Jirō Horikoshi w 1940. Konstrukcja powstała jako odpowiedź na zamówienie marynarki, która poszukiwała następcy dotychczas używanego myśliwca A5M4. Zamówienie i wymagania postawione przed nowym myśliwcem pokładowym marynarki były bardzo wygórowane:
- prędkość maksymalna w locie poziomym ponad 500 km/h,
- rozbieg z pokładu okrętu nie więcej niż 70 metrów (japońskie lotniskowce ze względu na swoją modułową konstrukcję nie miały katapult i samoloty musiały startować o własnych siłach),
- zdolność do lotu na maksymalnych obrotach silnika przez co najmniej 1,5 godziny,
- promień działania bojowego co najmniej 500 kilometrów.

Wymagania te były bardzo trudne do spełnienia, a dodatkowy problem wynikał z faktu, że konstruktorzy japońscy, w przeciwieństwie np. do amerykańskich, nie dysponowali silnikiem lotniczym o wystarczającej mocy. Efektem tego była rezygnacja z opancerzenia i samouszczelniających się zbiorników paliwa.

## Napęd
Początkowo zamontowano silnik Mitsubishi Zuisei 13 o mocy 875 KM, jednak z tym silnikiem samolot (oznaczony jako A6M1) nie uzyskał odpowiednich osiągów. W drugiej wersji zastosowano silnik Nakajima NK1B Sakae 12 ze sprężarką, o mocy startowej 940 KM i 950 KM na wysokości 4200 metrów. Wszystkie seryjne „Zera” aż do końca wojny latały z różnymi modyfikacjami tego silnika. Począwszy od wersji A6M3, zwiększono moc silnika Sakae 21 do 1130 KM. Silniki te napędzały trzyłopatowe śmigło o zmiennym skoku, od wersji A6M3 zastosowano większe śmigło mogące skuteczniej przenosić większą moc. Mimo udoskonaleń od 1943 pozostawał w tyle za nowymi modelami aliantów.

## Wymiary
Myśliwiec miał startować z pokładów okrętów i musiał być dostosowany do hangarowania. W późniejszych wersjach wymiary się zmieniały, co wynikało głównie ze zmniejszenia rozpiętości, na przykład:

A6M2: 12 × 9 × 3

A6M5: 11 × 9,1 × 3,5

## Osiągi
Pierwsza wersja A6M2 rozwijała 533 km/h na pułapie 4550 m; maksymalny pułap wynosił 10 300 m. W wyniku modernizacji osiągi nieco się zmieniały, pułap pozostawał w zasadzie ten sam (patrz poniżej).

## Wersje rozwojowe
- A6M (prototyp) – napędzany był silnikiem Mitsubishi Zuisei 13 o mocy startowej 580 kW (780KM) i 643,6 kW (875 KM) na 3600 m oraz miał dwułopatowe śmigło. Silnik wybrano ze względu na jego mała masę i małą średnicę, chociaż sam główny konstruktor faworyzował mocniejszy silnik Mitsubishi Kinsei 46. Specjalną uwagę zwrócono na osiągnięcie jak najmniejszej masy maszyny w związku z tym zastosowano nowy, specjalny stop aluminium. Jego budowę zakończono w marcu 1939, oblatano 1 kwietnia. Uzbrojony był w dwa działka Typ 99-1 kal. 20 mm w skrzydłach i dwa km Typ 97 kal. 7,7 mm nad silnikiem. Podczas prób okazało się, że problemy stwarza tylko mechanizm wciągania podwozia i system olejowy oraz że w locie występują wibracje. W sierpniu po próbach zaakceptowano go do produkcji, z jedną tylko zasadniczą zmianą. Okazało się, że to śmigło dwułopatowe powoduje drgania, dlatego zmieniono je na trójłopatowe o stałej prędkości obrotowej. Prototyp oznaczono jako A6M1. W tym czasie ukończono drugi prototyp i dostarczono do Marynarki w październiku 1939 do testów.

- A6M2 (model 11) – pierwszy model seryjny. Ponieważ osiągi prototypów z silnikiem Mitsubishi Zuisei 13 nie spełniały wymagań, Marynarka nakazała zamontować na trzecim prototypie silnik Nakajima NK1B Sakae 12 o większej mocy. Spotkało się to z niechęcią, ponieważ był to silnik wielkiego konkurenta firmy Mitsubishi. Był to też silnik 14 cylindrowy w układzie podwójnej gwiazdy, ale trochę większy i cięższy niż Zuisei. Pierwszy egzemplarz oblatano 28 grudnia 1939. Osiągi maszyny przekroczyły oczekiwania Marynarki. Osiągał 533 km/h na wysokości 4550 m. Samolot zabierał 650 litrów paliwa w skrzydłach i 330 w dodatkowym zbiorniku podwieszanym pod kadłubem, co dawało mu maksymalny promień działania bojowego nawet 800 km, a zasięg nawet do 2350 km. Samolot zaakceptowano jako Typ 0 Myśliwiec Pokładowy Model 11. Pierwszych 15 maszyn wysłano w 1940 do Chin, gdzie odniosły ogromny sukces w walkach, co spowodowało złożenie zamówienia na dalsze maszyny. Zbudowano jedynie 64 egzemplarze tej wersji[4].

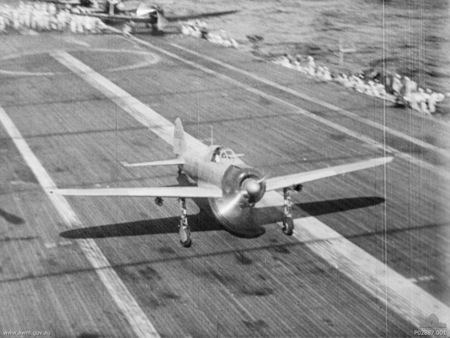
A6M2 „Zero” Model 21 na pokładzie lotniskowca Shōkaku, 26 października 1942, podczas bitwy koło wysp Santa Cruz

- A6M2 (model 21) – był to podstawowy model, który trafił do jednostek liniowych marynarki i na pokłady lotniskowców. Różnica w stosunku do modelu 11 polegała na zastosowaniu ręcznie składanych półmetrowych końcówek skrzydeł w celu ułatwienia hangarowania. Od 128 egzemplarza sprzężono klapkę wyważającą lotek z mechanizmem chowania podwozia, a od 192 zmieniono tę klapkę na nową aby wyeliminować problem z lotkami. Zakłady Mitsubishi wyprodukowały 740 egzemplarzy tej wersji, a zakłady Nakajima 800[2].

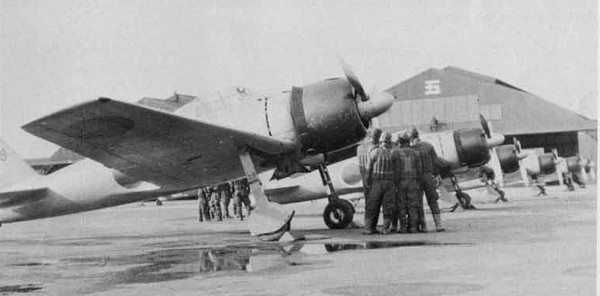
A6M3 Model 32

- A6M3 (model 32) – prace nad tą wersją rozpoczęto w połowie 1941. W celu powiększenia prędkości zmniejszono rozpiętość z 12 do 11 metrów, stosując prostokątne końcówki skrzydeł i zastosowano mocniejszy silnik Nakajima Sakae 21 o mocy 1130 KM, wyposażony w dwubiegową sprężarkę. W efekcie uzyskano wzrost prędkości do 545 km/h, jednak odbyło się to kosztem znacznego okrojenia zasięgu do 2000 km i promienia działania bojowego do 450 km. Stało się tak ponieważ silnik ten ze względu na sprężarkę był dłuższy i aby zachować położenie środka ciężkości samolotu musiano przysunąć go bliżej kabiny pilota kosztem zmniejszenia istniejącego pomiędzy silnikiem a kabiną głównego zbiornika na paliwo samolotu z 518 na 470 litrów. Jednocześnie zmieniono też kształt osłony silnika z uwagi na potrzebę umieszczenia w jego górnej części chwytu powietrza do sprężarki. Zwiększono jednocześnie zapas pocisków na każde działko do 100 sztuk. Zmiany te miały jednak większy wpływ na samolot niż się spodziewano, co prawda wykonywał teraz szybciej beczkę i prędkość nurkowania wzrosła do 670 km/h, ale spadła jednak, oprócz zasięgu, zwrotność samolotu. Osiągi nowej maszyny były więc poniżej oczekiwań. Konstrukcja wyraźnie zestarzała się i ustępowała znacznie najnowszym generacjom myśliwców alianckich[2]. Dlatego w zakładach Mitsubishi wyprodukowano jedynie 343 egzemplarze tej wersji (ponadto kilka-kilkanaście egzemplarzy w Nakajima). W kodzie amerykańskim ten model znany był także jako „Hamp” (początkowo „Hap”, co szybko jednak zmieniono po interwencji generała H. Arnolda, który nosił takie przezwisko)[5].

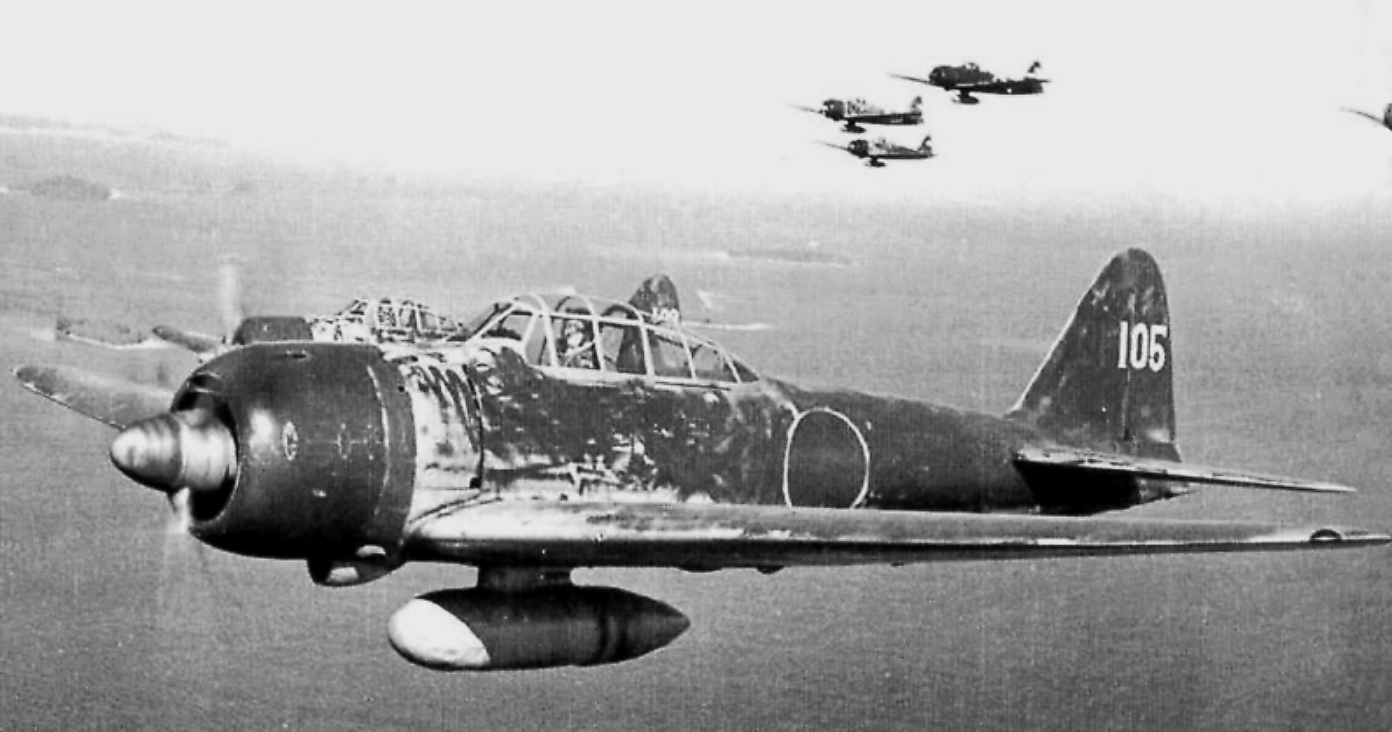
A6M3 Model 22 nad Wyspami Salomona, 1943

- A6M3 (model 22) – ponieważ model 32 miał zmniejszony zasięg, w kolejnym modelu 22 powrócono do dłuższych skrzydeł, zawierających zbiorniki paliwa, oraz powiększono zbiornik w kadłubie do 570 litrów, co spowodowało wzrost zasięgu do wartości największej spośród odmian „Zer”. Ponadto powrócono do składanych i zaokrąglonych końcówek skrzydeł, z modelu 21. W wytwórni model ten nazwano A6M3a. Wyprodukowano około 2300 egzemplarze tej wersji. Na kilku egzemplarzach, oznaczonych A6M3b (Model 22b), w wytwórni zamontowano nowe działka Typ 5 o kalibrze 30 mm.
- A6M4 – tej wersji nigdy nie wprowadzono z tej przyczyny, że „cztery” w języku japońskim czyta się tak samo jak „śmierć” i ogólnie ta liczba uważana jest za złą i pechową. Chociaż można spotkać tylko jedną wzmiankę, że mogła to być prawdopodobnie wersja z turbosprężarką przystosowana do działań na dużych wysokościach i że zbudowano nawet 2 prototypy tej odmiany. Potrzeba budowy takiej wersji pojawiła się w 1943 kiedy pojawiły się nowe myśliwce amerykańskie, jak P-38 czy F4U, które przewyższały Zero osiągami zwłaszcza na dużych wysokościach. Tymczasowym środkiem zaradczym miał być A6M5 do czasu wejścia do produkcji A7M Reppu.

- A6M5 (model 52) – była to próba poprawienia osiągów „Zera” do poziomu bardziej odpowiadającego nowym amerykańskim myśliwcom. Pracami nad tą wersją kierował inżynier Mijiro Takahashi. Między innymi ponownie skrócono skrzydła, pozostawiając zaokrąglone końcówki, ale już bez ich składania i zastosowano ulepszony układ wydechowy, zamiast dotychczas stosowanego kolektora zbiorczego zastosowano pojedyncze rury dla każdego z cylindrów, rury te dawały niewielki ciąg szczątkowy, co przy tym samym silniku Sakae 21 i takiej samej mocy silnika 1130 KM, zaowocowało zwiększeniem się prędkości maksymalnej do 565 km/h. Ponadto zwiększono grubość pokrycia skrzydeł, co pozwalało rozwijać większe prędkości w nurkowaniu. Zachowano uzbrojenie złożone z 2 działek kal. 20 mm i 2 km 7,7 mm. Pierwszy A6M5 oblatano w sierpniu 1943. Model ten został zaakceptowany do produkcji pod koniec 1943. Razem z ulepszonymi modelami 52a, 52b, 52c i A6M6 model 53c zbudowano około 1600 tych samolotów w zakładach Mitsubishi i dalszą liczbę w zakładach Nakajima (ok. 3 tysiące?). Niektóre A6M5 przekształcono w nosicieli bomb demontując główny zbiornik paliwa w kadłubie i w to miejsce montując bombę o masie 250 kg. Bomba miała być nad celem zwalniana przez pilota w czasie lotu nurkowego, ale często ten mechanizm zawodził. Nadal brak ochrony pilota[2].

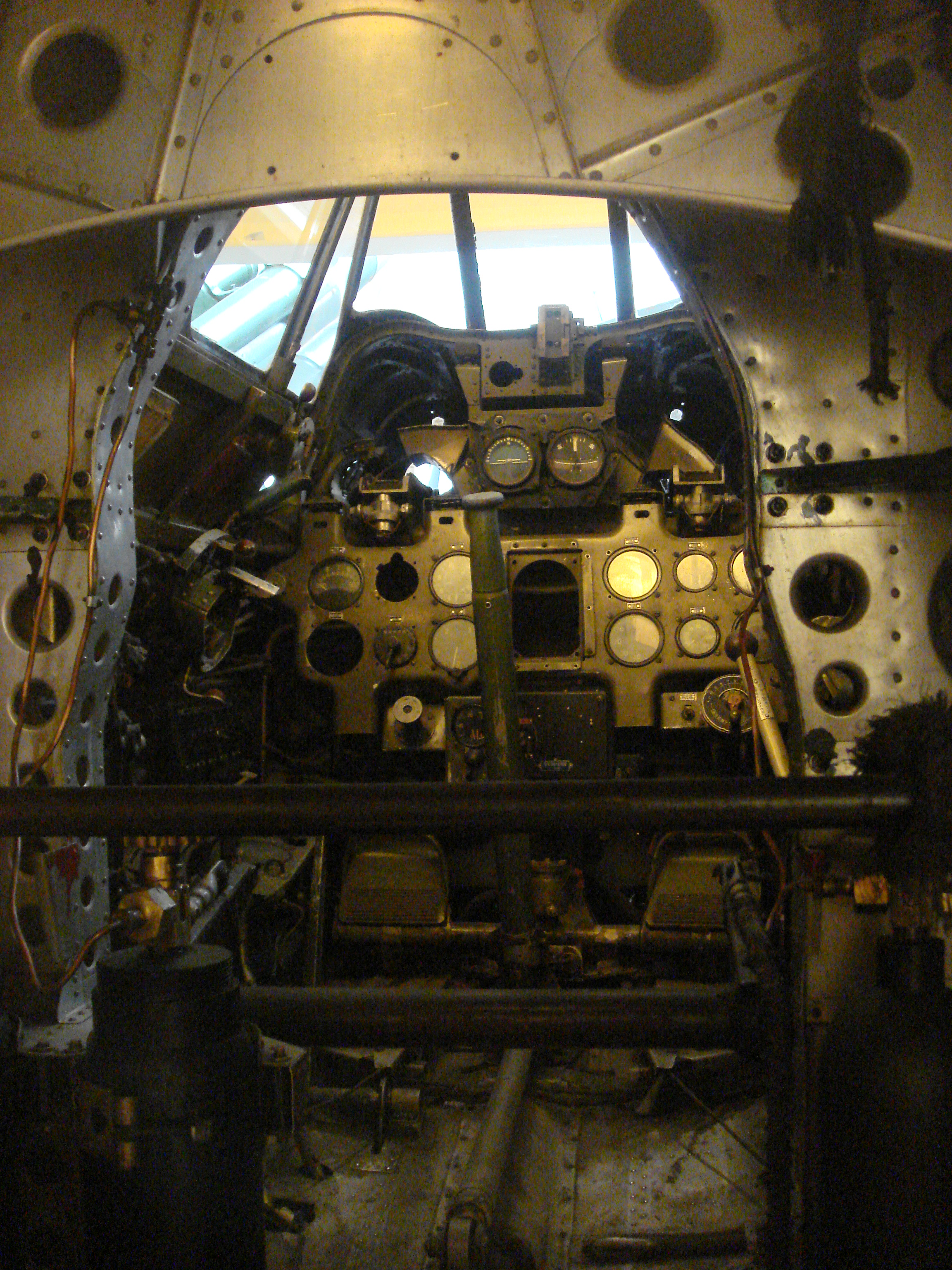
Kokpit A6M5 Zero w Imperial War Museum

- A6M5A (model 52A) – celem modyfikacji było zwiększenie siły ognia, zastosowano nowy typ działka Typ 99-2 z nowym systemem podajnika amunicji co pozwoliła zwiększyć zapas do 125 sztuk na działko. Ponadto zwiększono grubość pokrycia skrzydła co pozwoliło jeszcze bardziej zwiększyć szybkość nurkowania do 740 km/h. Dostawy tej wersji rozpoczęto w marcu 1944.
- A6M5B (model 52B) – ze względu na opóźnienie programów A7M i J2M, musiano nadal rozwijać A6M tak aby jak najmniej odstawał od maszyn przeciwnika. Największą słabością był brak opancerzenia. Zastosowano więc pancerny wiatrochron, dodano instalację z dwutlenkiem węgla do zbiorników paliwa do gaszenia ognia oraz zastąpiono 1 km w kadłubie kal. 7.7 mm Typ 97 jednym karabinem kal. 13,2 mm Typ 3, pozostawiono nadal ponadto 1 km 7,7 mm w kadłubie i 2 działka 20 mm w skrzydłach. Produkcję tej wersji rozpoczęto w kwietniu 1944 i zbudowano 470 sztuk.
- A6M5C (model 52C) – w lecie 1944 Marynarka zażądała kolejnej wersji Zero o jeszcze większym opancerzeniu, sile ognia, większym zapasie paliwa i możności przenoszenia bomb. Zwiększono więc dalej opancerzenie kabiny pilota dodając płytę za pilotem, oraz zwiększono uzbrojenie do 2 działek 20 mm i 2 km Typ 3 kal/ 13,2 mm w skrzydłach i jednego km 13,2 mm w kadłubie, usunięto km 7,7 mm z kadłuba. Dodano ponadto zbiornik paliwa za kabiną pilota oraz zaczepy pod skrzydłami do podwieszania rakiet powietrze-powietrze. Ponieważ spowodowało to kolejny wzrost masy samolotu i spadek osiągów, zaproponowano zmianę silnika na Mitsubishi Kinsei 62, ale nie wyraziła na to zgody Marynarka. Zgodziła się jednak na zastosowania mocniejszej wersji Sakae 31 z instalacją wtrysku mieszanki woda-metanol, ale silnik ten nie był dostępny więc pozostano przy odmianie Sakae 21. Planowano wprowadzić też samouszczelniające się zbiorniki paliwa, ale nie uczyniono tego z uwagi na brak doświadczenia obsługi w jednostkach z takimi zbiornikami. Pierwszą maszynę oblatano w sierpniu 1944 i zbudowano tej odmiany ponad 5000 sztuk. Ponadto dokonano jeszcze modyfikacji: A6M5d-S był nocnym myśliwcem z zamontowanym w tyle kadłuba działkiem strzelającym do góry. A6M5-K to szkolno-treningowa dwumiejscowa wersja.
- A6M6C – wersja ta była podobna do A6M5c, ale miała samouszczelniające się zbiorniki paliwa, nowy silnik Nakjima Sakae 31a z instalacją wtrysku mieszanki wody i metanolu do silnika. Ponadto wzmocniono konstrukcję, przez co mógł pod spodem kadłuba przenosić zamiast dodatkowego zbiornika paliwa bombę o masie do 250 kg. Oblatana w listopadzie 1944. Wyprodukowano niewielką liczbę egzemplarzy tej odmiany, dokładna liczba nie jest znana.

- A6M7 (model 63) – ze względu na zatopienie pod koniec 1944 wszystkich dużych lotniskowców japońskich, Marynarka zamówiła wersję Zero jako nurkującego bombowca, zdolną operować z mniejszych lotniskowców. Maszynę oparto na wersji A6M6c. Zamontowano pod kadłubem zaczep do przenoszenia bomb o masie 500 kg albo 250 kg. Ponadto pod skrzydłami dodano zaczepy dla dwóch dodatkowych zbiorników paliwa. Maszyn tych używano też do ataków kamikaze.
- A6M8 – po zbombardowaniu zakładów produkujących silnik Sakae 21 i 31, oraz rezygnację w ogóle z produkcji tego silnika, zainstalowano w Zero silnik Mitsubishi MK8P Kinsei 62 o mocy 1560 KM, co znacznie poprawiło osiągi maszyny. Ponieważ silnik miał większą średnicę, przekonstruowano przód kadłuba i usunięto kadłubowy karabin. Ponadto usprawniono instalację gaśniczą dla zbiorników paliwa i dodano nowe zbiorniki. Pod kadłubem można było przenosić bombę o masie 500 kg, a pod skrzydłami dodatkowe zbiorniki z paliwem. Zbudowano 2 prototypy, oblatane w kwietniu 1945. Testy wykazały problemy z instalacją paliwową i olejową oraz tendencję do przegrzewania się silnika. Zwrócono więc maszynę do wytwórni. Po zmianach w maju 1945 maszynę przyjęto. Nie zdążyła wejść do produkcji, chociaż zamówiono aż 6300 maszyn tej wersji[2].

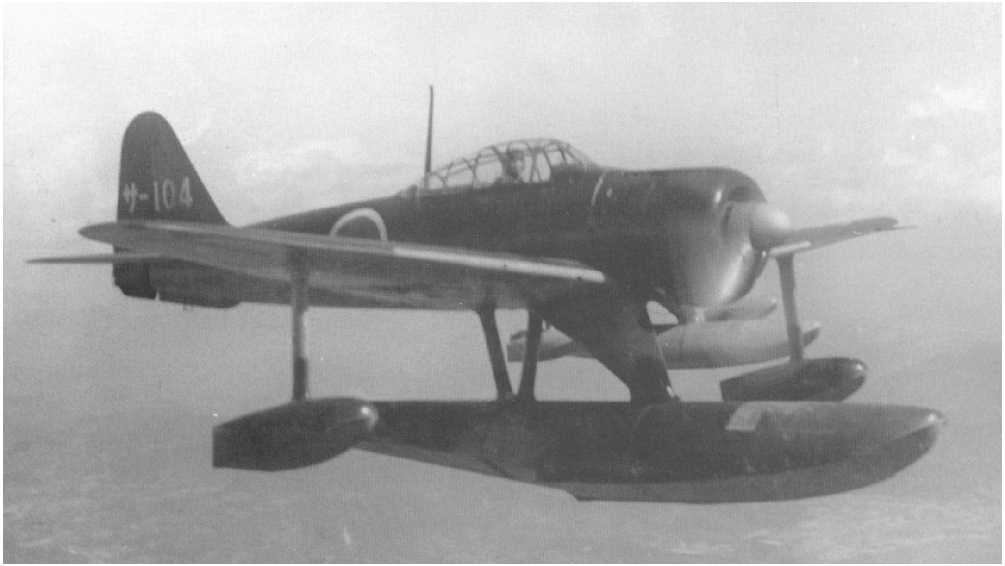
Nakajima A6M2-N

- A6M2-N Ni-shiki suisen (Myśliwiec Pływakowy Marynarki Typ 2) – wodnosamolot myśliwski przyjęty do produkcji w 1942. Oparty był na konstrukcji modelu 11, lecz wyposażony w pływaki zamiast podwozia kołowego (jeden centralny pływak główny i dwa mniejsze podtrzymujące pod skrzydłami). Wyprodukowano 327 egzemplarze. W kodzie amerykańskim znany był jako Rufe.

## Uzbrojenie
Wszystkie wersje miały seryjnie montowane w skrzydłach dwa działka kalibru 20 mm z zapasem 60 pocisków na działko i dwa karabiny maszynowe kalibru 7,7 mm w kadłubie, zsynchronizowane ze śmigłem. W wersjach A6M5 czasami montowano dodatkowe karabiny maszynowe w kadłubie lub wymieniano na większe, kalibru 13,2 mm. Czasami nawet montowano działka o kalibrze 30 mm, jak w jednym z myśliwców z bazy w Lae. Przyczyną był fakt bardzo silnego opancerzenia i wysokiej odporności amerykańskich samolotów na ogień karabinów małego kalibru. Modernizacje te jednak były w znakomitej większości dokonywane przez mechaników na lotniskach polowych. Oprócz uzbrojenia strzeleckiego myśliwce te mogły przenosić dwie bomby o masie 60 kg każda, podwieszane pod skrzydłami. Niektóre samoloty wersji A6M5 i późniejszych przystosowywano do przenoszenia jednej bomby 250 kg podwieszanej pod kadłubem (zamiast dodatkowego zbiornika paliwa); było to przydatne zwłaszcza w trakcie ataków kamikaze.

## Użycie bojowe
„Zera” przez cały okres wojny pozostawały podstawowymi myśliwcami pokładowymi marynarki japońskiej; w bazach lądowych w zasadzie też, co najwyżej częściowo wyparł go myśliwiec Kawanishi N1K Shiden. W początkowym okresie wojny były odpowiednikiem brytyjskiego Spitfire’a. Nie były tak szybkie, ale były zwrotniejsze i mogły je wymanewrować. „Zero” miał zdolność długotrwałego wznoszenia się pod dużym kątem i mógł o wiele dłużej pozostawać w powietrzu.
Kariera bojowa A6M rozpoczęła się 19 sierpnia 1940 w Chinach; debiut był udany, gdyż zestrzelono 8 z 9 chińskich samolotów napotkanych w trakcie walki. Potem walki na Pacyfiku: od ataku na Pearl Harbor przez bitwy na Morzu Koralowym, pod Midway, krwawe zmagania na Guadalcanalu, klęski na Morzu Filipińskim aż do walk o Okinawę i kapitulację Japonii. Myśliwce te brały udział we wszystkich bitwach toczonych przez lotnictwo marynarki. Pod koniec wojny wiele z tych samolotów było używanych przez formacje kamikaze. Podstawowym myśliwcem US Navy w tamtym okresie był Grumman F4F Wildcat, który ustępowł wieloma parametrami Mitsubishi. Ale miał i swoje zalety, był mocniej uzbrojony, opancerzony, wyposażony w samouszczelniające się zbiorniki. Poważną wadą myśliwca Zero było stopniowe sztywnienie lotek, a po przekroczeniu 465 km/h robiły się zupełnie sztywne. Wildcat był o wiele bardziej sterowny i nawet powyżej prędkości 400 km/h mógł wykonać obrót wokół osi podłużnej i z łatwością wykonać skręt unikając ognia przeciwnika.
Intensywne walki o Guadalcanal, między sierpniem a listopadem 1942 roku, spowodowały straty bojowe około 110 samolotów A6M2/3. Jakkolwiek Zera jeszcze wówczas odniosły więcej zwycięstw nad amerykańskimi myśliwcami (F4F Wildcat), to po raz pierwszy nie zdołały wywalczyć panowania w powietrzu, częściowo z przyczyn konieczności długiego dolotu z Rabaulu.

## Porównania z innymi myśliwcami
„Zero” był pierwszym myśliwcem marynarki japońskiej, który nie tylko dorównywał myśliwcom armii lądowej, ale je przewyższał. Wiele korzystnych cech samolot zawdzięczał niskiej masie własnej (częściowo wynikało to z braku np. opancerzenia czy samouszczelniających zbiorników z paliwem), dzięki czemu obciążenie powierzchni płata było nieduże i przez to zwrotność maszyny była bardzo dobra, przy niskim zużyciu paliwa miał nieosiągalny dla innych myśliwców zasięg. Na samym początku samoloty te odniosły wielkie sukcesy i to właśnie spowodowało powstanie mitu „supermyśliwca”, któremu nie może sprostać żaden z alianckich samolotów. Początkowo rzeczywiście przewaga jakościowa nad samolotami Brewster F2A Buffalo i Grumman F4F Wildcat była duża, tym bardziej że japońskie lotnictwo pokładowe miało bardzo dobrych i doświadczonych pilotów.
Z czasem sytuacja zaczęła się zmieniać. Od roku 1943 Amerykanie wprowadzali do służby nowe typy samolotów – myśliwce pokładowe F6F Hellcat i F4U Corsair oraz myśliwce P-38 Lightning, P-47 Thunderbolt czy P-51 Mustang górowały już znacznie nawet nad udoskonalonymi modelami A6M. Mit „Zera” zaczął pryskać. Dużą rolę odegrało pozyskanie mało uszkodzonego myśliwca „Zero” przez USA. Po próbach pozorowanej walki wypracowano właściwą taktykę (unikanie walki kołowej na tym samym pułapie). Okazało się, że „Zero” nie bardzo nadaje się do prowadzenia wojny obronnej, jest nieopancerzony i bardzo wrażliwy na uszkodzenia, stąd ciekawym zjawiskiem w wojnie z Japonią była liczba wielokrotnych zestrzeleń przez amerykańskich pilotów w jednym locie bojowym. Brak samouszczelniających się (po trafieniu pociskiem) zbiorników paliwa często prowadził do eksplozji. Wiele samolotów wybuchało po dłuższej serii z 6 karabinów maszynowych kalibru 12,7 mm amerykańskich myśliwców.
„Zero” był stosunkowo słabo uzbrojony, zwłaszcza do walki z tak odpornymi maszynami jak myśliwce amerykańskie. Również prędkość maksymalna 565 km/h nie wystarczała, gdyż konkurenci osiągali grubo powyżej 600 km/h: Hellcat 625–650 km/h, Corsair 635–720 km/h (w zależności od wersji), Mustang do 712 km/h, a Thunderbolt w wersji N nawet 751 km/h. Wysoka zwrotność „Zera” przestała być przewagą, gdy przeciwnicy nie wdawali się już w pojedynki powietrzne, tylko atakowali szybko z przewagą prędkości i wysokości.
W 1944 i 1945 A6M był już przestarzały i nie był trudnym przeciwnikiem dla alianckich myśliwców. Dodatkowym problemem był fakt, że początkowe sukcesy tak zachwyciły marynarkę, iż prace nad następcą A6M – A7M „Reppu”, zostały bardzo spowolnione. Nie udało się wprowadzić tego samolotu do służby. Japońska marynarka zakończyła wojnę z „Zerami” na pokładach. Drugą istotną przyczyną japońskich porażek w tym okresie były braki wyszkolonych pilotów, którzy ginęli w czasie wcześniejszych bitew, zwłaszcza w czasie kampanii wokół Guadalcanalu.
| Wersja         | A6M1 Model 11                 | A6M2 Model 21                 | A6M2-N                        | A6M2-K                        | A6M3 Model 32                  | A6M3 Model 22                  |
| Długość        | 9,05 m                        | 9,05 m                        | 10,24 m                       | 9,05 m                        | 9,06 m                         | 9,06 m                         |
| Wysokość       | 3,525 m                       | 3,525 m                       | 4,300 m                       | 3,525 m                       | 3,570 m                        | 3,570 m                        |
| Rozpiętość     | 12 m                          | 12 m                          | 12 m                          | 12 m                          | 11 m                           | 12 m                           |
| Pow. nośna     | 22,44 m²                      | 22,44 m²                      | 22,44 m²                      | 22,44 m²                      | 21,54 m²                       | 22,44 m²                       |
| Silnik         | Nakajima NK1B Sakae 12 950 KM | Nakajima NK1B Sakae 12 950 KM | Nakajima NK1C Sakae 12 950 KM | Nakajima NK1B Sakae 12 950 KM | Nakajima NK1C Sakae 21 1130 KM | Nakajima NK1C Sakae 21 1130 KM |
| Masa własna    | 1671 kg                       | 1754 kg                       | 1921 kg                       | 1819 kg                       | 1807 kg                        | 1863 kg                        |
| Masa startowa  | 2674 kg                       | 2757 kg                       | 2460 kg                       | 2627 kg                       | 2535 kg                        | 2679 kg                        |
| Prędkość maks. | 520 km/h na 4500 m            | 533 km/h na 4550 m            | 435 km/h na 5000 m            | 476 km/h na 4000 m            | 542 km/h na 6000 m             | 537 km/h na 6000 m             |
| Wznoszenie     | 7 min 27 s na 6000 m          | 5 min 56 s na 5000 m          | 6 min 43 s na 5000 m          | 7 min 55 s na 6000 m          | 7 min 19 s na 6000 m           | ?                              |
| Pułap          | 10 100 m                      | 10 300 m                      | 9760 m                        | 10 180 m                      | 11 050 m                       | 11 050 m                       |
| Zasięg         | 730 km                        | 2350 km                       | 1690 km                       | 744 km                        | 2378 km                        | ?                              |

| Wersja           | A6M5 Model 52                  | A6M5c Model 52c                | A6M6c                          | A6M7 Model 63                  | A6M8 Model 54                     |
| Długość          | 9,121 m                        | 9,121 m                        | 9,121 m                        | 9,121 m                        | 9,121 m                           |
| Wysokość         | 3,509 m                        | 3,570 m                        | 3,640 m                        | 3,570 m                        | 3,570 m                           |
| Rozpiętość       | 11 m                           | 11 m                           | 11 m                           | 11 m                           | 11 m                              |
| Pow. nośna       | 21,1 m²                        | 21,1 m²                        | 21,1 m²                        | 21,1 m²                        | 21,1 m²                           |
| Silnik           | Nakajima NK1C Sakae 21 1130 KM | Nakajima NK1C Sakae 21 1130 KM | Nakajima NK1F Sakae 31 1130 KM | Nakajima NK1F Sakae 31 1130 KM | Mitsubishi MK8O Kinsei 62 1650 KM |
| Masa własna      | 1976 kg                        | 2155 kg                        | 2050 kg                        | 2050 kg                        | 2150 kg                           |
| Masa startowa    | 2733 kg                        | 3150 kg                        | 3000 kg                        | 3000 kg                        | 3150 kg                           |
| Prędkość maksym. | 565 km/h na 6000 m             | 540 km/h na 6000 m             | 542 km/h na 6400 m             | 543 km/h na 6400 m             | 573 km/h na 6000 m                |
| Wznoszenie       | 7 min 1 s na 6000 m            | 5 min 50 s na 5000 m           | 9 min 53 s na 8000 m           | 9 min 58 s na 8000 m           | 6 min 50 s na 6000 m              |
| Pułap            | 11 740 m                       | 11 050 m                       | 10 700 m                       | 10 180 m                       | 10 780 m                          |
| Zasięg           | 1929 km                        | 2114 km                        | 1818 km                        | 2960 km                        | ?                                 |